# بلدة بيتسفيلد تشارتر (ميشيغان)
بيتسفيلد تشارتر (بالإنجليزية: Pittsfield Charter Township, Michigan)‏ هي بلدة تقع بولاية ميشيغان في الولايات المتحدة. تبلغ مساحتها 70.8 (كم²)، وترتفع عن سطح البحر 252 م، بلغ عدد سكانها 34663 نسمة في عام تعداد الولايات المتحدة 2010 حسب إحصاء مكتب تعداد الولايات المتحدة .

## وصلات خارجية
- www.pittsfield-mi.gov
- The US50 - Cities and Towns in Michigan State
- Michigan Cities and Towns, Facts, Map, Flag, Colleges, Government, and More